# فرودگاه سانتا ترسیتا
فرودگاه سانتا ترسیتا (به انگلیسی: Santa Teresita Airport) یک فرودگاه با کد یاتا SST است که یک باند فرود آسفالت دارد و طول باند آن ۱۵۰۰ متر است. این فرودگاه در کشور آرژانتین قرار دارد و در ارتفاع ۳ متری از سطح دریا واقع شده است.